# أقتشة مزار (زهرا السفلى)
أقتشة مزار (بالفارسية: اقچه مزار) هي مستوطنة تقع في إيران في Zahray-ye Pain Rural District. يقدر عدد سكانها بـ 436 نسمة .